# Richard Leveson (1659-1699)
Pour les articles homonymes, voir Leveson.
Richard Leveson est un soldat et homme politique anglais qui sert sous Jacques II puis Guillaume III après la Glorieuse Révolution de 1688. Il est député de Lichfield 1685-1687 et de Newport, île de Wight de 1692 à 1695.

## Biographie

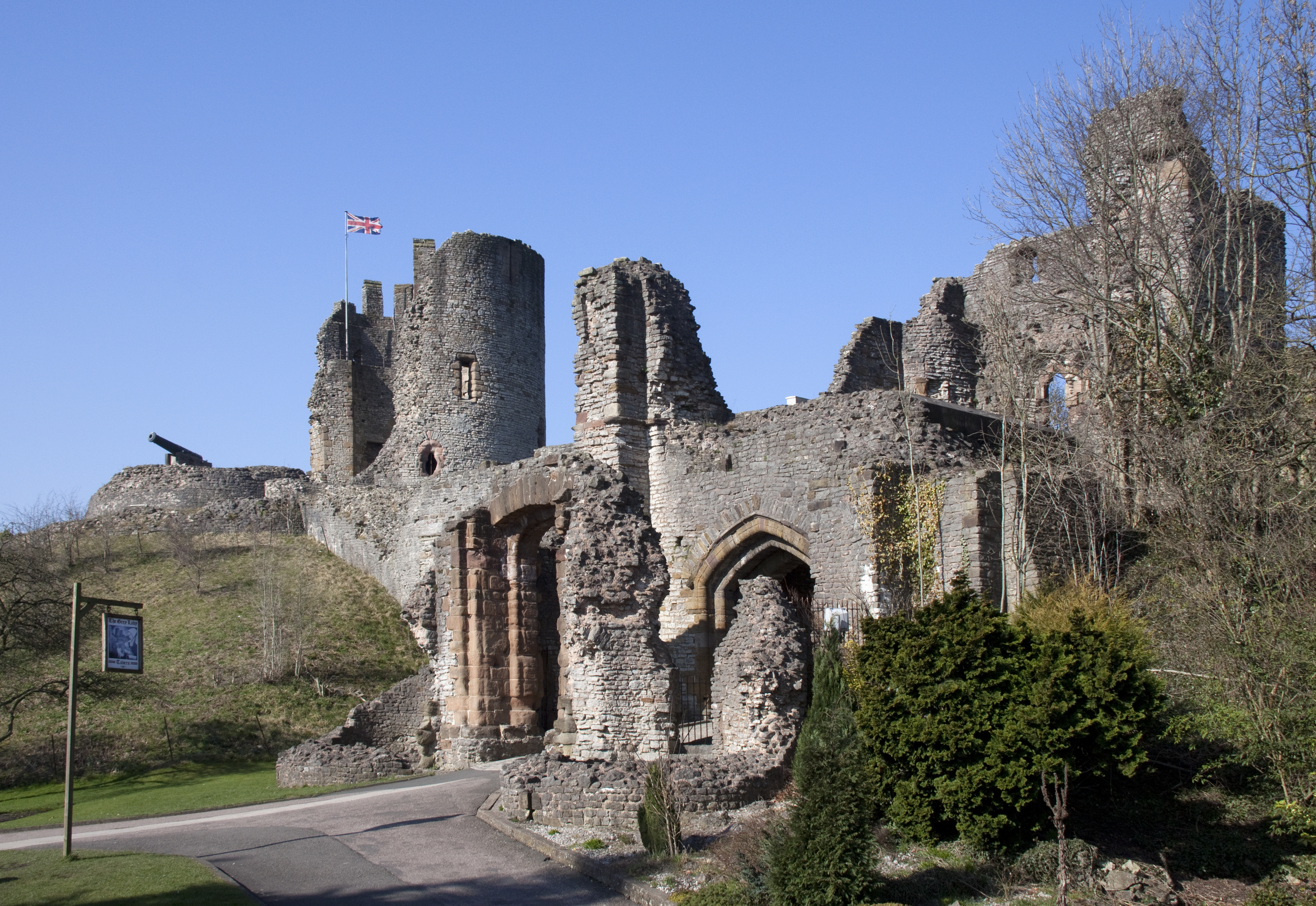
Château de Dudley ; son grand-père Thomas commandait la garnison royaliste 1643-46.

Richard Leveson est né le 12 juillet 1659, l'aîné de trois fils de Sarah Povey (décédée en 1707) et de Robert Leveson (décédé en 1709), un riche marchand de Wolverhampton dans le Staffordshire.
Son épouse Penelope l'a précédé dans la tombe en 1697 et ils ne semblent pas avoir eu d'enfants survivants, bien que son testament ait laissé de l'argent à deux fils illégitimes, le solde revenant à ses deux frères.
Sir Richard Leveson (1598-1661) de Trentham Hall, un autre royaliste, est un proche parent ainsi que les membres de la famille Leveson-Gower.

## Carrière
Pendant les guerres des Trois Royaumes, son grand-père catholique Thomas tient le château de Dudley pour Charles Ier de 1643 à 1646 et est l'un des 25 anciens royalistes répertoriés par le Parlement en 1651 comme étant "bannis et confisqués perpétuellement". Il est mort en exil le 8 septembre 1652.
Malgré les pertes causées par les guerres civiles, en 1660, le revenu annuel de Robert Leveson est encore d'environ 700 £, un revenu confortable pour l'époque. Les documents montrent qu'il est étroitement impliqué dans la politique du Staffordshire, par exemple en aidant le gouvernement à mettre en œuvre le Corporation Act 1661. Bien que ni Richard ni Robert ne soient catholiques, ils sont une famille importante ayant fait preuve de loyauté envers la Couronne. Ils sont également liés au futur Jacques II par le biais du père de Sarah Thomas Povey, son trésorier de 1660 à 1668.
Lorsque Jacques II est devenu roi en février 1685, Richard est nommé valet de la chambre ; une place qui donne une proximité physique et donc la faveur du roi. En mai, il est élu comme l'un des deux députés de Lichfield dans ce qui est devenu connu sous le nom de Parlement fidèle.

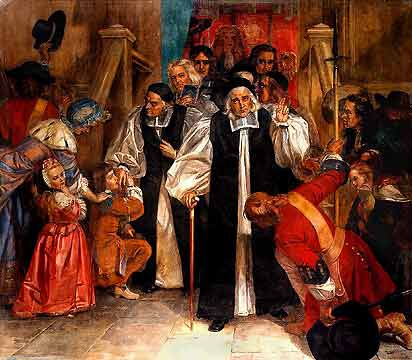
Tournant; les sept évêques saluent la foule après leur acquittement, juin 1688

En juin 1685, il est capitaine d'une troupe de dragons lorsque la révolte de Monmouth éclate. La rébellion elle-même s'est rapidement effondrée mais Jacques II élargit son armée en conséquence. En août 1685, la troupe de Leveson fait partie d'un nouveau régiment, le Queen Consort's Light Dragoons, avec Alexander Cannon comme lieutenant-colonel et le duc de Somerset comme colonel. Cannon est promu colonel lorsque le duc de Somerset tombe en disgrâce en août 1687, avec Leveson comme lieutenant-colonel.
À la fin de 1687, Jacques II agit pour assurer un Parlement qui voterait pour sa Déclaration d'indulgence; quiconque souhaitant se présenter aux élections devait d'abord confirmer son soutien à l'abrogation de la loi du Test Act, une mesure obligeant les titulaires d'une charge publique à jurer de défendre «la religion protestante». Son père, Robert, confirme sa volonté de le faire, mais Richard refuse. Avec le procès des sept évêques anglicans pour diffamation séditieuse en juin 1688, de nombreux partisans de Jacques II considèrent sa politique comme allant au-delà de la tolérance pour le catholicisme dans un assaut contre l'église d'Angleterre. La grande majorité l'a maintenant abandonné; les sept signataires de l'invitation à Guillaume lui demandant d'assumer le trône anglais comprend des représentants des conservateurs, des whigs, de l'église et de la marine.

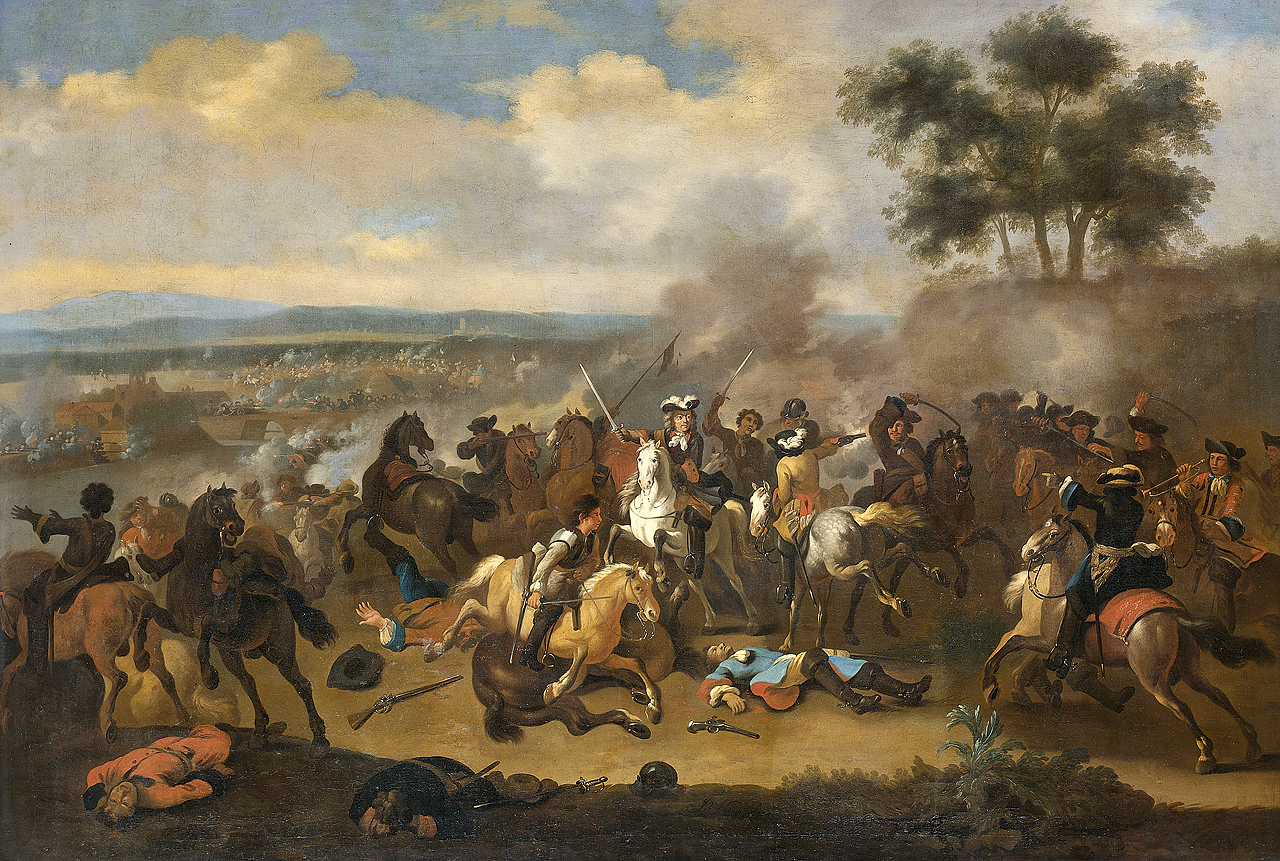
Bataille de la Boyne, juillet 1690

Guillaume III débarque à Torbay le 5 novembre 1688 lors de l'invasion connue sous le nom de Glorieuse Révolution. À l'exception de Cannon, Leveson et la majorité du régiment font défection, une action conduisant à son exclusion d'une amnistie générale émise par Jacques en mai 1692. William le nomme colonel à la place de Cannon; le régiment est désormais connu sous le nom de «dragons de Leveson», car ils sont alors considérés comme la propriété de leur colonel et changent de nom lors de leur transfert.
Le régiment est en Irlande pendant la guerre Williamite en Irlande de 1689-1691 et combat à la Boyne en juillet 1690, Leveson est promu brigadier-général. En congé à Londres au début de 1691, il combat en duel avec Sir Henry Belasyse, un collègue officier en Irlande. À cette époque, il est également nommé gouverneur de Berwick-upon-Tweed, poste qu'il occupe jusqu'à sa mort, bien qu'il soit pour plupart du temps absent.
La défaite des Jacobites à Aughrim en août 1691 a conduit au traité de Limerick mettant fin à la guerre en Irlande; son régiment retourna en Angleterre en février 1692 et décembre il est élu député de Newport, île de Wight. Le 19 janvier 1694, il est muté au troisième régiment de cavalerie et retourne au service militaire à plein temps en Flandre. Il ne se présente pas au Parlement en 1695 et reste en Flandre jusqu'à ce que le Traité de Ryswick en 1697 mette fin à la Guerre de la Ligue d'Augsbourg. Il est décédé en mars 1699.

## Sources
- Richard Cannon, Historical Record of the Third or King's Own Regiment of Light Dragoons, 1846 (réimpr. 2015) (ISBN 1-330-44220-2)
- Beckett Ian Chandler David, The Oxford History Of The British Army, 1996 (réimpr. 2002) (ISBN 0-19-280311-5)
- Paul Halliday, Dismembering the Body Politic : Partisan Politics in England's Towns, 1650-1730, Cambridge University Press, 2008, 416 p. (ISBN 978-0-521-52604-3 et 0-521-52604-3, lire en ligne)
- Hayton, D(ed), Cruickshanks, E (ed), « Leveson, Richard (c.1659-1699), of Wolverhampton, Staffs », The History of Parliament: the House of Commons 1690-1715
- Hayton, D(ed), Cruickshanks, E (ed), « Belasyse, Sir Henry (c.1648-1717), of Potto, Yorks. and Brancepeth Castle, co. Durham », The History of Parliament: the House of Commons 1690-1715
- Basil Henning, The House of Commons, 1660-1690,, 1794 (réimpr. 1983)
- Miller, « Book Review; James II and the Three Questions: Religious Toleration and the Landed Classes, 1687–1688 by Peter Walker », Catholic Historical Review, vol. 98, no 1,‎ janvier 2012
- G Smith, The Cavaliers in Exile 1640-1660, 2003 (réimpr. 2014) (ISBN 1-349-51071-8)